# Валеріу Бобуцак
Валеріу Бобуцак (рум. Valeriu Bobuțac; *13 березня 1945, Ханкеуць) — молдовський політичний діяч, дипломат. Посол Молдови в Угорщині.

## Біографія
З 5 квітня 1994 по 24 січня 1997 Бобуцак займав посаду віце-прем'єр-міністра і міністра економіки Молдови в уряді Андрея Сангелі.
18 березня 1997 був призначений Надзвичайним і Повноважним послом Республіки Молдова в Російській Федерації. Обіймав посаду до 1 лютого 2002.
12 листопада 1999 Президент Республіки Молдова Петро Лучинський запропонував Бобуцак на посаду прем'єр-міністра Молдови. Бобуцак розробив реформістську програму діяльності уряду, але не зміг примирити комуністів і християн-демократів, які не домовилися щодо розподілу міністерських постів. Через відсутність підтримки необхідної кількості голосів Бобуцак оголосив, що відмовляється від посади. Але за наполяганням Президента Лучинського, 22 листопада 1999 Бобуцак представляє свою команду і програму уряду. За його кандидатуру проголосували 48 депутатів комуністів і незалежних, при необхідній підтримці мінімум 51 депутата.
12 січня 2005 Бобуцак був призначений Надзвичайним і Повноважним послом Республіки Молдова в Угорщині.

## Сімейний стан
Одружений, має двох дітей.